# Puerto Quito (canton)
Puerto Quito est un canton d'Équateur situé dans la province de Pichincha.